# Le Château (film, 2020)
Pour les articles homonymes, voir Le Château (homonymie) et Château (homonymie).
Pour plus de détails, voir Fiche technique et Distribution.
Le Château (en anglais : The Castle) est un film documentaire québécois réalisé et produit par Denys Desjardins en 2020.

## Synopsis
Le film raconte l'histoire de Madeleine Ducharme, la mère du cinéaste, qui habite une résidence pour aînés à Montréal. Madeleine a 86 ans. Depuis cinq ans, elle vit au Château Beaurivage, une résidence pour personnes âgées. Et la dame s’y plaît, beaucoup. Elle y côtoie les résidents et accueille avec enthousiasme chacune des visites de ses trois enfants qu’elle adore. Mais alors que son état se dégrade et que ses souvenirs commencent à lui jouer quelques tours, cette femme doit déménager, elle qui s’était promis de demeurer dans le même appartement jusqu’à la fin de ses jours. Dans ce poignant documentaire exploratoire, le cinéaste aborde une nouvelle facette de la mémoire à travers le désarmant et intime portrait d’une mère, la sienne, qui doit faire face aux aléas de l’âge.  

## Fiche technique
- Titre : Le Château
- Réalisation : Denys Desjardins
- Production : Denys Desjardins / Les Films du Centaure
- Scénario : Denys Desjardins
- Caméra : Nicolas Canniccioni, Hong An Nguyen et Denys Desjardins
- Montage : Annie Jean et Denys Desjardins
- Musique : Simon Bellefleur
- Langue : français

## Distribution
- Madeleine Ducharme
- Maryse Desjardins
- Denys Desjardins
- Jeannine Mercier
- Pierre Leroux
- Émilie Houle

## Diffusion
Le film a été lancé le 4 mars 2020 lors des Rendez-vous Québec Cinéma en présence du réalisateur et de sa mère Madeleine Ducharme qui est décédée quelques jours plus tard au début de la pandémie Covid-19. Prévue pour le 15 mai 2020, la sortie du film en salle a dû se faire en ligne à la suite de la fermeture des salles de cinéma par le Gouvernement du Québec. Le film a obtenu un succès retentissant compte tenu que le sujet des personnes âgées  est soudainement devenu d'actualité alors des milliers d'aînés sont morts dans les centres d'hébergement du Québec. 

## Nomination
- Prix Iris meilleur montage documentaire : Le Château